# Omar Bolden
Omar Bolden (Ontario, 20 dicembre 1988) è un giocatore di football americano statunitense che gioca nel ruolo di cornerback per i Denver Broncos della National Football League. Fu scelto nel corso del quarto giro (101º assoluto) del Draft NFL 2012 dai Broncos. Al college ha giocato a football ad Arizona State.

## Carriera professionistica

### Denver Broncos
Bolden fu scelto nel corso del quarto giro del Draft 2012 dai Denver Broncos. Il suo debutto da professionista avvenne nella settimana 1 contro i Pittsburgh Steelers. Nella sua stagione da rookie disputò tutte le 16 gare stagionali, nessuna come titolare, con 13 tackle e un passaggio deviato. Nella successiva giocò ancora tutte le 16 gare, inclusa la prima come titolare nella settimana 15 contro i San Diego Chargers, terminando con 14 tackle.

## Palmarès

### Franchigia
- Super Bowl : 1

Denver Broncos: 50
- American Football Conference Championship: 2

Denver Broncos: 2013, 2015

## Statistiche
| Partite totali      | 32 |
| Partite da titolare | 1  |
| Tackle              | 27 |
| Sack                | 0  |
| Intercetti          | 0  |
| Fumble forzati      | 0  |

Statistiche aggiornate alla stagione 2013